# Mistrzostwa Świata w biegu na 100 km 2024
32. Mistrzostwa Świata w biegu na 100 km 2024 – zawody lekkoatletyczne, które odbyły się 7 grudnia 2024 w Bengaluru.

## Medaliści
|                         | 1. miejsce                                                                         | Rezultat | 2. miejsce                                                             | Rezultat | 3. miejsce                                                                  | Rezultat |
| Mężczyźni indywidualnie | Junpei Yamaguchi                                                                   | 6:12:17  | Antonio Jesús Aguilar                                                  | 6:25:54  | Haruki Okayama                                                              | 6:37:54  |
| Mężczyźni drużynowo     | Japonia 1. Junpei Yamaguchi · 2. Haruki Okayama · 3. Toru Somiya                   | 19:30:09 | Hiszpania 1. Antonio Jesús Aguilar · 2. Félix Pont · 3. Manel Deli     | 20:02:32 | Wielka Brytania 1. Alexander Milne · 2. Jarlath McKenna · 3. James Turner   | 20:28:18 |
| Kobiety indywidualnie   | Floriane Hot                                                                       | 7:08:43  | Marie-Ange Brumelot                                                    | 7:12:22  | Sarah Webster                                                               | 7:19:18  |
| Kobiety drużynowo       | Francja 1. Floriane Hot · 2. Marie-Ange Brumelot · 3. Louise-Marie Thevenin Lebran | 22:27:05 | Wielka Brytania 1. Sarah Webster · 2. Melissah Gibson · 3. Julia Davis | 22:55:50 | Stany Zjednoczone 1. Courtney Olsen · 2. Nicole Monette · 3. Allison Mercer | 23:36:49 |

## Reprezentacja Polski

### Mężczyźni
Drużyna mężczyzn zajęła 6. miejsce z czasem 23:05:37
| Miejsce | Zawodnik           | Klub                              | Rezultat |
| 14.     | Andrzej Piotrowski | WKS Wawel Kraków                  | 6:54:42  |
| 38.     | Dariusz Nożyński   | RK Athletics Warszawa             | 7:48:22  |
| 45.     | Mateusz Dajnowski  | MKS Chojniczanka 1930 Chojnice SA | 8:22:33  |
| 56.     | Jacek Dudek        | UKS Lider Siercza                 | 8:43:04  |

### Kobiety
Drużyna kobiet zajęła 9. miejsce z czasem 26:55:14
| Miejsce | Zawodniczka               | Klub                  | Rezultat |
| 6.      | Dominika Stelmach         | RK Athletics Warszawa | 7:37:15  |
| 36.     | Małgorzata Pazda-Pozorska | AML Słupsk            | 9:23:53  |
| 43.     | Katarzyna Chojnacka       | UKS Orkan Środa Wlkp. | 9:54:06  |